# Пиментейрас

Пиментейрас на карте штата.

Пиментейрас (порт. Pimenteiras) — муниципалитет в Бразилии, входит в штат Пиауи. Составная часть мезорегиона Северо-центральная часть штата Пиауи. Входит в экономико-статистический микрорегион Валенса-ду-Пиауи. Население составляет 11 733 человек на 2010 год. Занимает площадь 4563,073 км². Плотность населения — 2,57 чел./км².

## Демография
Согласно сведениям, собранным в ходе переписи 2010 г. Национальным институтом географии и статистики (IBGE), население муниципалитета составляет:
| Полное население                               | Полное население                               | Полное население                               | Полное население                               | 11 733 |
| ---------------------------------------------- | ---------------------------------------------- | ---------------------------------------------- | ---------------------------------------------- | ------ |
| в том числе:                                   | Городское население                            | 4795                                           | Процент городского населения, %                | 40,87  |
|                                                | Сельское население                             | 6938                                           | Процент сельского населения, %                 | 59,13  |
|                                                | Мужское население                              | 5998                                           | Процент мужского населения, %                  | 51,12  |
|                                                | Женское население                              | 5735                                           | Процент женского населения, %                  | 48,88  |
| Плотность населения, чел/км²                   | Плотность населения, чел/км²                   | Плотность населения, чел/км²                   | Плотность населения, чел/км²                   | 2,57   |
| Население муниципалитета в % к населению штата | Население муниципалитета в % к населению штата | Население муниципалитета в % к населению штата | Население муниципалитета в % к населению штата | 0,38   |

По данным оценки 2016 года, население муниципалитета составляет 11 913 жителей.

## Статистика
- Валовой внутренний продукт на 2003 год составляет 19 119 492,00 реалов (данные: Бразильский институт географии и статистики).
- Валовой внутренний продукт на душу населения на 2003 год составляет 1599,29 реалов (данные: Бразильский институт географии и статистики).
- Индекс развития человеческого потенциала на 2000 год составляет 0,574 (данные: Программа развития ООН).